# Atolla wyvillei
Atolla wyvillei is een schijfkwal uit de familie Atollidae. De naam Atolla wyvillei werd in 1880 voor het eerst gepubliceerd door Haeckel. 